# Metrostav

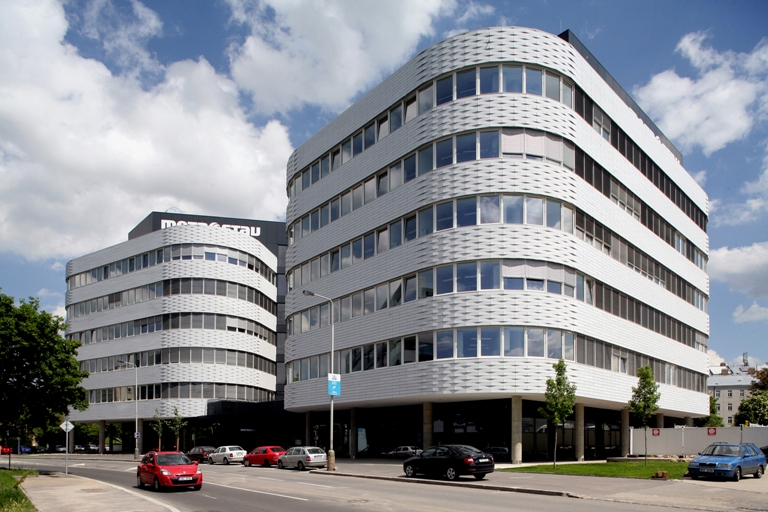
Hauptsitz von Metrostav in Palmovka, Prag 8.

Metrostav ist ein tschechisches Bauunternehmen mit Sitz in Prag. Es ist das größte Bauunternehmen in Tschechien und das zweitgrößte in Mittel- und Südosteuropa.

## Geschichte
Das Unternehmen wurde am 1. Januar 1971 als Ableger des staatlichen Unternehmens Vodní stavby gegründet. Die Aufgabe war der Bau der Metro Prag, woher sich der Name des Unternehmens ableitet („Metrobau“). Am 9. Mai 1974 wurde die erste Linie der Prager Metro in Betrieb genommen. 1988 wurde die Rechtsform in ein staatliches Unternehmen geändert.
Im Jahr 1991 wurde Metrostav in eine Aktiengesellschaft mit insgesamt 4459 Mitarbeitern umgewandelt. Nach der anfänglich engen Spezialisierung auf den Bau der U-Bahn wurde die Tätigkeit auf andere Projekten der Baubranche ausgeweitet. Seit 1991 wurden verschiedene Tochterunternehmen gegründet, im Jahr 2000 der Privatisierungsprozess des Unternehmens erfolgreich abgeschlossen. Am 1. Januar 2010 wurde die Metrostav-Gruppe mit Metrostav a.s. als Muttergesellschaft gegründet.

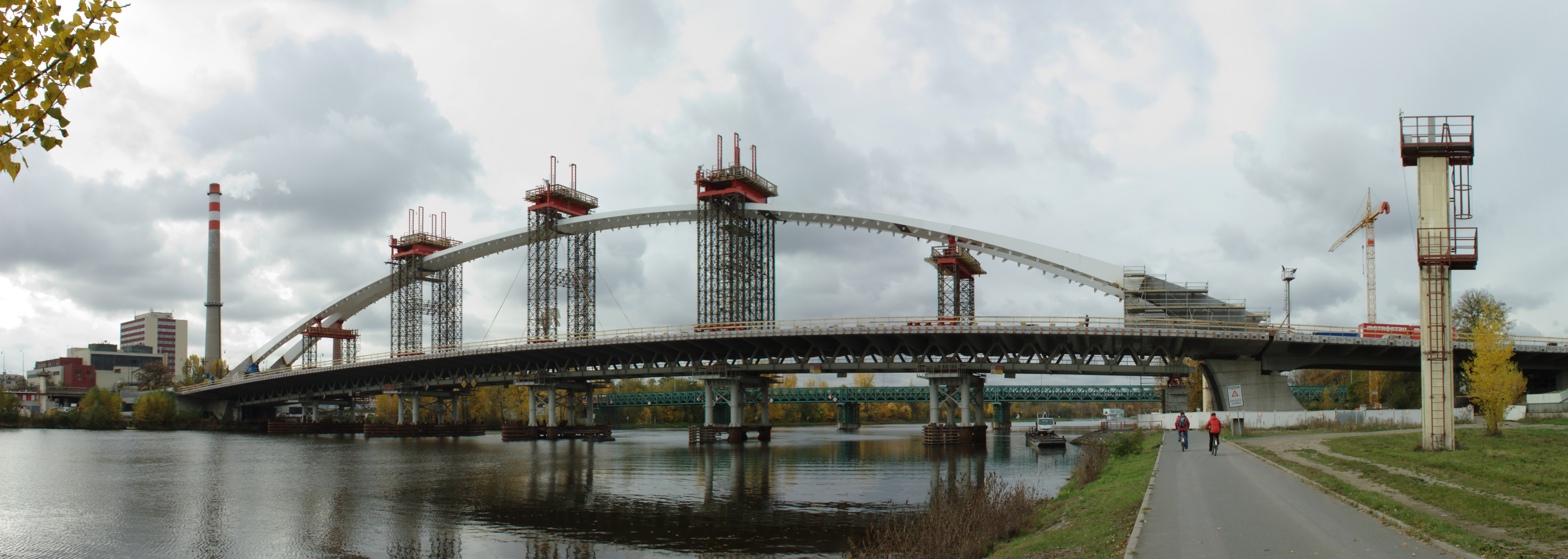
Bau der Troja-Brücke in Prag, 2012

2011 erfolgte die Gründung der Tochtergesellschaft Metrostav Deutschland GmbH, 2015 die der Metrostav Polska S.A. 2013 wurde das österreichische Unternehmen Beton und Monierbau Tunneling GmbH (BeMo Tunneling) von der Alpine Holding übernommen. 2016 stieg der Anteil der Aktivitäten im Ausland am Gesamtumsatz auf 30 %.
2018 war die Metrostav-Gruppe zum neunten Mal das größte Bauunternehmen in Tschechien. Der Umsatz stieg um 12,5 % auf 35,092 Mrd. CZK (1,36 Mrd. Euro). Knapp drei Fünftel des Umsatzes wurden von der Muttergesellschaft Metrostav in Tschechien, die restlichen zwei Fünftel mit Projekten im Ausland, vor allem in der Slowakei, Deutschland, Polen und Skandinavien sowie im Vereinigten Königreich, in den USA und Kanada erwirtschaftet.

## Organisationsstruktur
Metrostav a.s. ist die Muttergesellschaft der als Skupina Metrostav (tschechisch für Gruppe Metrostav) bezeichneten Unternehmensgruppe. Folgende Tochtergesellschaften gehören zur Gruppe:
| - BeMo Tunnelling GmbH (Tunnelbau, Ingenieurbau, Industrie- und Stahlbau, Spezialtiefbau, Bergbau) - BES s.r.o. (Straßen- und Wegebau) - CCE Prague, spol. s r.o. (Vermessung, Ingenieurgeodäsie) - DIZ Bohemia s.r.o. - Jihlavská obalovna s.r.o. - M4 Road Design s.r.o. (Planung, Projektmanagement) - MVE Štětí a.s. (Sicherung des Baus des Kleinwasserkraftwerks Štětí) - Metrostav Asfalt a.s. - Metrostav Development a.s. (Wohnungsbau, Geschäftsbau) - Metrostav Facility s.r.o. (Betrieb, Management, Wartung, Sicherung von Gebäuden) - Metrostav Nemovitostní, a.s. - Metrostav stavebniny, s.r.o. (Baustoffhandel) | - Metrostav Ankara İnşaat Taahhüt Sanayi Ve Ticaret A.Ş. (Aktivitäten in der Türkei) - Metrostav Deutschland GmbH (Aktivitäten in Deutschland) - Metrostav Ísland ehf. (Aktivitäten in Island) - Metrostav Polska S.A. (Aktivitäten in Polen) - Metrostav Slovakia a.s. (Aktivitäten in der Slowakei) - PK Metrostav a.s. (Vorbereitung und den Abbau reservierter Lagerstätten) - PRAGIS a.s. (Hoch- und Tiefbau, darunter Siedlungswasserbau; Industriebau) - PRO TP 06 s.r.o./PRO TP 08 s.r.o. - SQZ, s.r.o. (Labordienstleistungsbereich im Tiefbau, Verkehrswegebau) - Subterra a.s. (Tiefbau, darunter Verkehrswegebau und Grundbau) - Údržba silnic s.r.o. (Straßenunterhaltung) |